# Sporobolus hians
Sporobolus hians är en gräsart som beskrevs av Van Schaack. Sporobolus hians ingår i släktet droppgräs, och familjen gräs. Inga underarter finns listade i Catalogue of Life.